# Leibgarde-Regiment (Hessen-Kassel)
Das Leibgarde-Regiment war ein militärischer Verband des Kurfürstentums Hessen. Das Regiment bestand bis zur Annexion Kurhessens durch Preußen im Jahr 1866. Die übernommenen Offiziere und Mannschaften bildeten den Stamm des Hessischen Füsilier-Regiments Nr. 80.

## 1. Bataillon

### Formationsgeschichte
Aus den drei nach dem Dreißigjährigen Krieg vorhandenen einzelnen Kompanien, wobei eine Kompanie bereits 1672 als „Leibkompanie“ bezeichnet wurde und aus fünf anderen dazu neu angeworbenen Kompanien wurde 1683 ein Regiment unter dem Namen: Regiment zu Fuß vom Generalfeldmarschall-Leutnants Graf zur Lippe aufgestellt. 1684 hieß es „Leib-Regiment zu Fuß“ und 1699 „Leib-Garde zu Fuß“. 1760 errichtete Landgraf Friedrich II. noch ein zusätzliches Bataillon der Garde, welches den Namen „Erste Garde“ erhielt. Die bisherige Leibgarde zu Fuß hingegen wurde in „Dritte Garde“ umbenannt. 1765 wurde die „Erste Garde“ in „Erstes Bataillon Garde“, die „Dritte Garde“ in „Drittes Bataillon Garde“ umbenannt. Seit 1784 hieß das erste Bataillon „Erstes Regiment Garde“ und das dritte Bataillon „Drittes Regiment Garde“. 1788 kamen diese Garden als „Regiment Garde“ zusammen. Das erste Regiment bildete das erste und das dritte Regiment das zweite Bataillon. 1794 im September entstand aus den zwei Grenadier-Kompanie der beiden Bataillone und aus noch zwei anderen zu Grenadieren ernannten Kompanien derselben, ein „Leib-Grenadier-Bataillon“, dergestalt, dass das Regiment aus einem Grenadier- und zwei anderen Bataillonen bestand. So blieb die Formation bis zum 1. November 1806.
Im Jahr 1809 wurde ein „Bataillon Garde“ in Böhmen neu errichtet, allerdings im selben Jahr nach dem Fünften Koalitionskrieg wieder aufgelöst.
1813 wurde ein Regiment der Garde zu zwei Leib-Grenadier-Kompanien und einem Bataillon der Garde von vier Kompanien formiert. Die beiden Leib-Grenadier-Kompanien bildeten mit den beiden Flügel-Grenadier-Kompanien des Garde-Grenadier-Regiments das Leib-Grenadier-Bataillon. Im Mai 1816 wurden die bei den Flügel-Grenadier-Kompanien des Garde-Grenadier-Regiments dem „Regiment Garde“ einverleibt, so dass letzteres aus zwei Bataillonen bestand. Im November 1817 erhielt das „Regiment Garde“ den Namen „Leib-Grenadier-Garde“ und das bisherige Leib-Grenadier-Bataillon wurde das zweite Bataillon.

### Feldzüge
Während des Pfälzischer Erbfolgekrieges befand sich im Jahr 1689 ein Teil des Bataillons, nämlich das damalige „Leib-Regiment zu Fuß“ bei der Belagerung von Mainz, 1692 vor Ebernburg sowie im Dezember 1692 bei dem Entsatz und der Verteidigung der Festung Rheinfels, 1693 in dem bombardierten Koblenz und 1695 bei der Belagerung von Namur. Im Spanischen Erbfolgekrieg war eben dieser Teil als „Leibgarde zu Fuß“ 1702 an den Feldzügen am Rhein, an der Mosel, in Italien, in den Niederlanden und in Schottland beteiligt, war von 1756 bis 1763 während des Siebenjährigen Krieges zunächst in England und später mit der alliierten Armee in Deutschland eingesetzt. Im Amerikanischen Unabhängigkeitskrieg von 1776 bis 1783 nahmen die in jener Zeit sogenannten Flügel-Grenadier-Kompanien des damaligen dritten Bataillons Garde teil. 1792 kämpfte das Bataillon als „Regiment der Garde“ während des Ersten Koalitionskrieges in Lothringen und in der Champagne sowie am 2. Dezember 1792 bei der Wiedereroberung von Frankfurt am Main, wobei das damalige erste Bataillon, welches als das vierte in der Kolonne stand, unter seinem Kommandeur, Oberst von Benning, vor allen anderen zuerst in die Reichsstadt eindrang.
Während des Fünften Koalitionskrieges wurde das 1809 in Böhmen neu errichtete „Bataillon Garde“ in den Feldzügen in Sachsen und bei Bayreuth eingesetzt.

### Chefs
- 1683 General-Feldmarschall-Lieutenant Graf August zu Lippe-Brake
- 1684 Landgraf Karl
- 1730 König Friedrich I. von Schweden, als Landgraf von Hessen.
- 1751 Landgraf Wilhelm VIII.
- 1760 Landgraf Friedrich II.
- 1785 Landgraf Wilhelm IX. später Kurfürst Wilhelm I.

### Kommandeure
- 1683 Oberst Johann Christian Motz († 3. Februar 1683)[1] (seit 1666 Kommandant von Kassel)
- 1683 Oberstleutnant Alexander Hermann von Wartensleben, Versetzt als Oberst.
- 1685 Oberst Graf Fr. Wilhelm zu Leiningen. Starb.
- 1687 Oberstleutnant von Schwerin. Versetzt als Oberst
- 1688 Oberstleutnant Wolf Christoph Schenk zu Schweinsberg, Starb als Generalleutnant[2]
- 1696 Oberst Albrecht von Tettnau, (Versetzt)
- 1702 Oberst Reinhold Ernst von Sacken, (Kurländer) Starb als Generalleutnant und Gouverneur von Ziegenhain.[3]
- 1709–1727 Oberst Carl von Hattenbach († 1739), Starb als Generalleutnant und Gouverneur von Ziegenhain.
- 1730 Oberst Friedrich Wilhelm von Dernbach, Starb.
- 1738 Oberst Moritz Wolff von Gudenberg. Erhielt Pension als Generalleutnant

| Jahr | Erstes Bataillon                                           | Drittes Bataillon                                                                                 |
| ---- | ---------------------------------------------------------- | ------------------------------------------------------------------------------------------------- |
| 1760 | Oberst und Generaladjutant v. Loßberg                      | Carl von Bose Starb als General der Infanterie und Gouverneur von Kassel                          |
| 1760 | Oberst und Generaladjutant von Schlieffen                  |                                                                                                   |
| 1762 | Christoph Wilhelm von Bardeleben                           |                                                                                                   |
| 1777 | Generalmajor Friedrich Christian Arnold von Jungken-Münzer | Generalmajor Christoph Wilhelm von Bardeleben Starb als Generalleutnant und Gouverneur und Kassel |
| 1784 |                                                            | Generalmajor Friedrich Wilhelm von Wurmb                                                          |

- 1788 Generalmajor von Jungken (später Generalleutnant), (Kommandeur beider Bataillone nach deren Vereinigung), Versetzt
- 1789 Oberst Ferdinand Ludwig von Benning († 1800), Starb als Generalleutnant und Kommandant von Kassel
- 1800 Generalmajor Carl Wilhelm von Rotsmann, (Später Kommandeur en Chef und Generalinspekteur). Versetzt als Generalleutnant[5]
- 1803 Generalmajor Johann Karl Heinrich von Webern (1749–1829), später Generalinspekteur. (Trat in auswärtige Dienste)
- 1806–1813 Beurlaubung
- 1813 Oberst Wilhelm von Urff (1753–1834), Erster Kommandeur, später Kommandant zu Kassel, Generalleutnant und Chef der Leib-Brigade. 1821 versetzt als Gouverneur zu Kassel.
- 1814 Zweiter Kommandeur: Oberst Ferdinand Ludwig von Hanstein. Starb.[6]
- 1817 Oberst Julius von Langenschwarz (hatte das Regimentskommando alleine, 1821 versetzt)[7]

## 2. Bataillon

### Formationsgeschichte
Im Jahr 1697 wurde aus den vereinigten Grenadier-Kompanien der Garde und übrigen Regimenter ein geschlossenes Grenadier-Bataillon formiert. Dieses wurde 1702 mit fünf Kompanien aus der Garde ergänzt und „Grenadier-Regiment“ genannt. 1760 erhielt es den Namen „2. Garde“ und 1763 den des „2. Bataillons Garde“. Im selben Jahr wurde das ehemalige Hanauische Landmiliz-Bataillon, unter dem Namen „Land-Bataillon“, von Wilhelm IX., dem damaligen Erbprinzen und regierendem Grafen zu Hanau, aufgestellt, welches dann 1765 „Hanauisches Bataillon“, 1768 „Hanauisches Regiment“ und 1784 „Grenadier-Regiment“ hieß. Dem 2. Bataillon der Garde wurde der Name „2. Regiment der Garde Grenadier“ gegeben, dem Grenadier-Regiment hingegen 1785 der Name „Hessen-Hanauisches Grenadier Regiment“, der sich jedoch 1786 in den Namen „Leib-Grenadier-Regiment“ änderte. Seit 1788 erhielt das „2. Regiment Garde-Grenadier“ den Namen „Garde-Grenadier-Regiment“, den es auch behielt als 1789 dasselbe, als 1. Bataillon mit dem „Leib-Grenadier-Regiment“ zusammengefasst wurde. 1795 wurde aus den zwei schon vorhandenen Grenadierkompanien und noch zwei weiteren, zu Grenadieren ernannten Kompanien ein „Flügel-Grenadier-Bataillon“ des Regiments gebildet und das Regiment nun zu drei Bataillonen formiert. So bestand es bis zum 1. November 1806.
Im Jahr 1813 wurde ein Regiment Garde-Grenadiere, zu zwei Flügel-Grenadier-Kompanien und zu einem Garde-Grenadier-Bataillon von 4 Kompanien, gebildet. Die beiden Flügel-Grenadier-Kompanien bildeten mit dem Leib-Grenadier-Kompanien des Garde-Regiments das Leib-Grenadier-Bataillon. Im Mai 1816 wurden die beiden Flügel-Grenadier-Kompanien des Garde-Grenadier-Regiments dem Regiment Garde einverleibt, und dagegen das vormalige Regiment Biesenrodt, nachherige Flügel-Grenadier-Bataillon, als solches mit dem Garde-Grenadier-Regiment vereinigt. Seit dieser Zeit bestand letzteres aus zwei Bataillonen. Vom November 18l7 an formierte das bisherige Flügel-Grenadier-Bataillon des Garde-Grenadier-Regiments dessen 2. Bataillon.

### Feldzüge
Von 1701 bis zum Utrechter Frieden (1713) kämpfte ein Teil dieses Bataillons, nämlich das damalige „Grenadier-Bataillon“ bzw. „Grenadier-Regiment“, in allen Feldzügen des Spanischen Erbfolgekriegesin den Niederlanden, am Rhein, in Bayern und in Italien. Im österreichischen Erbfolgekrieg von 1741 bis zum Frieden von Aachen (1748) war eben dieser Teil als Grenadier-Regiment an der Weser, in den Niederlanden, in Bayern und in Schottland eingesetzt. Während des Siebenjährigen Krieges befand sich derselbe Verband 1756 unter obiger Benennung mit in England, 1759 bei der Expedition nach Sachsen und später bis 1763 als „2. Garde“ in allen Feldzügen der alliierten Armee in Deutschland. Früher zeichnete sich solches bei der Einnahme des Schlosses Ulrichstein durch eine musterhafte Standhaftigkeit aus und eroberte in der Schlacht bei Minden eine Batterie von 17 Kanonen durch einen Bajonettangriff. An dem Amerikanischen Unabhängigkeitskrieg nahm nur die zu jener Zeit sogenannte „Flügel-Grenadier-Kompanie“ des damaligen zweiten Bataillons der Garde, allerdings auch das ganze „Hanauische Regiment“ teil. Während des Ersten Koalitionskrieges im Jahr 1792 befand sich das Bataillon als „Garde-Grenadier-Regiment“ mit in der französischen Champagne, bei der Einnahme von Frankfurt am Main und 1793 bei der Eroberung von Mainz sowie in dem Feldzug im selben Jahres in Flandern, in dem das Regiment im folgenden Jahr mit dem größten Mut den mit überlegenen Feindkräften besetzten Arouaizer Wald, in der Gegend von Oisy und Wassigny, einnahm. Der Verband kämpfte weiterhin in der Schlacht bei Tourcain, ebenso später in Westfalen.

### Chefs
- 1787 Prinz Wilhelm, später regierender Landgraf Wilhelm VIII.
- 1760 Landgraf Friedrich II.
- 1766 Erbprinz (später Landgraf), zuletzt Kurfürst Wilhelm I.

### Kommandeure
- 1697 Major von Geyso. Versetzt.
- 1698 Oberstleutnant de la Roche.
- 1698 Oberst Albrecht von Tettau (Gefallen bei Speierbach)[9]
- 1703 Oberst Samuel de la Roche (* 1662; † 1722)[10], Pensioniert als Generalmajor.[11]
- 1714 Oberst Graf Gerhard Ernst von Lehndorf. Ging in Preußische Dienste.
- Prinz Wilhelm von Hessen
- 1727 Oberst Christian Friedrich von Brand. Starb als Generalleutnant
- 1746 Oberst Wilhelm Hartmann von Hundelshausen. Versetzt,
- 1755 Oberst Carl Johann Haubold von Bose (1704–1777), Starb als General der Infanterie und Gouverneur von Kassel.
- 1766 Oberst L. F. von Gall I (auch Hanauischen Bataillons). Ging ab.
- 1776 Oberst W. A. von Gall II, (auch Hanauischen Regiment). Ging ab. (Wilhelm von Gall (1734–1799) ?)
- 1777 Generalleutnant von Bardeleben, (Kommandeur des 2. Bataillons der Garde), Starb.
- 1782 Oberst Lenz, (auch Hanauischen Regiment) Versetzt,
- 1784 Generalmajor Hans Bernhardt von Biesenrodt , des 2ten Regiments Garde-Grenadier.
- 1785 Generalmajor Daniel Ephraim von Gosen, (auch Hessen-Hanauischen Grenadier-Regiment). Erhielt Pension.[12]
- 1789 Generalmajor Hans Bernhard von Biesenrodt, (Kommandeur der beiden Bataillone). Starb als Generalleutnant und Gouverneur zu Kassel.
- 1796 Generalmajor Carl Erdmann von Hanstein (1727–1804), (Später Generalleutnant und Kommandeur en Chef, Gouverneur von Kassel und Generalinspekteur). Erhielt Pension[13]
- 1803 Generalleutnant Ludwig J.A. von Wurmb
- 1806–1813 Beurlaubung
- 1813 Oberst Friedrich Ludwig Gottfried von Gräffendorf, (später Generalmajor, pensioniert)[14]
- 1816 Zugleich Oberst Christian Friedrich von Todenwarth, seit der Vereinigung des Flügel-Grenadierbataillons (früher Regiments Biesenrodt) mit dem Garde-Grenadier-Regiment.
- 1817 Oberst Christian Friedrich von Todenwarth (alleiniger Kommandeur ). Trat ins Civil.
- 1820 Major Heinrich Justin von Hesberg.

## Zusammenschluss 1821 zum Leibgarde-Regiment
Am 1. Mai 1821 wurden beide Regimenter unter dem Namen: „Leibgarde-Regiment“, zu zwei Bataillonen, jedes Bataillon zu vier Kompanien, vereinigt. Die Leib-Grenadier-Garde bildete das erste und das Garde-Grenadier-Regiment das zweite Bataillon. 1849 wurde das Regiment durch ein Landwehr-Bataillon verstärkt. 1854 wurde das Kommando dieses Bataillons wieder aufgelöst und dessen Mannschaften auf die Kompanien des ersten und zweiten Bataillons aufgeteilt.

### Feldzüge
1849 war das zweite Bataillon Teil der zum Krieg gegen Dänemark aufgebotenen kurhessischen Brigade und nahm am Feldzug in Jütland bei.

### Chefs
- 1821 Kurfürst Wilhelm II.
- 1831 2.ter Chef: Kurprinz-Mitregent Friedrich Wilhelm.
- 1847 Kurfürst Friedrich Wilhelm I.

### Kommandeure
- 1821 Major Heinrich Justin von Hesberg (später Oberstleutnant) (1785–1827)[15]
- 1827 Oberstleutnant Georg Wilhelm Ernst von Hesberg[16]
- 1829 Oberst Georg Wilhelm Ernst von Hesberg (1831 General-Major. In demselben Jahr zum Kriegsministerium versetzt)
- 1831 Oberstleutnant Karl Ferdinand von Altenbockum
- 1832 Oberst Karl Ferdinand von Altenbockum,
- 1839 Generalmajor Karl Ferdinand von Altenbockum, (1840 als Kommandeur in die 1. Infanterie-Brigade versetzt)[17]
- 1840 Oberstleutnant Johann von Specht (1791–1850) (später Oberst),[18]
- 1845 Generalmajor Johann von Specht (als Kommandeur in die 1. Infanterie-Brigade versetzt)[19]
- 1845 Oberstleutnant Wilhelm von Urff
- 1847 Oberst Wilhelm von Urff, 1850 als Generalmajor und Kommandeur der 1. Infanterie-Brigade versetzt.[20]
- 1850 Oberstleutnant und Flügeladjutant Rudolf Wilhelm Carl Roland von Kaltenborn m. d. F. b., später als Kommandeur ad Interim[21]
- 1851 Oberst von Kaltenborn bestätigt und später als Kommandeur in die 1. Infanterie-Brigade versetzt.
- 1851 Major Bernhard von Loßberg (später Oberstleutnant) ad Interim,
- 1852 Oberst Bernhard von Loßberg (1802–1869) (1854 zum Kommandeur ad Interim der 2. Infanterie-Brigade ernannt)[22]
- 1854 Oberstleutnant Ludwig Friedrich Wilhelm Hermann von Baumbach (1808–1885) ad Interim, (im gleichen Jahre bestätigt)[23]
- 1857 Oberst von Baumbach, (1863 versetzt und mit dem Kommando der 1. Infanterie-Brigade beauftragt)
- 1863 Oberst Carl Wilhelm Ludwig von Schenk zu Schweinsberg.[24]